# Allium lopadusanum
Allium lopadusanum är en amaryllisväxtart som beskrevs av Bartolo, Brullo och Pietro Pavone. Allium lopadusanum ingår i släktet lökar, och familjen amaryllisväxter. IUCN kategoriserar arten globalt som otillräckligt studerad. Inga underarter finns listade i Catalogue of Life.